# David Leslie
David Leslie (ur. 9 listopada 1953 w Dumfries, zm. 30 marca 2008 w Farnborough) – brytyjski kierowca wyścigowy.

## Kariera
Leslie rozpoczął karierę w międzynarodowych wyścigach samochodowych w 1977 roku od startów w wyścigu Festiwalu Formuły Ford, który ukończył na drugim miejscu. W późniejszych latach Brytyjczyk pojawiał się także w stawce Aurora F1 Series, B.A.R.C. TV-Race, British Formula Atlantic Championship, Brytyjskiej Formuły 3, Europejskiej Formuły 3, Can-Am, FIA World Endurance Championship, World Sports-Prototype Championship, British Touring Car Championship, 24-godzinnego wyścigu Le Mans, Sportscar World Championship, FIA Touring Car Challenge, Belgian Procar, European Super Touring Cup, Swedish Touring Car Championship, Formula Ford 1600 - Walter Hayes Trophy, FIA GT Championship, Le Mans Endurance Series oraz Goodwood Revival Madgwick Cup.